# Sam Berns
Sampson Gordon „Sam“ Berns (23. října 1996 Providence, USA – 10. ledna 2014 Foxborough, USA) byl Američan, který trpěl vzácnou genetickou poruchou progerií, nemocí způsobující předčasné a urychlené stárnutí. Snažil se rozšiřovat povědomí o této nemoci, ale předávat také pozitivní přístup k životu. Dožil se 17 let.

## Život
Progerie byla Samovi diagnostikována, když mu byly necelé dva roky. Lékaři odhadovali, že se nedožije více než 13 let. Nemoc mu přivodila zdravotní obtíže i stařecký vzhled, dosáhl kvůli ní také jen nízkého vzrůstu. Byl velkým fanouškem týmu Boston Bruins, jeho blízkým přítelem se stal slovenský kapitán týmu Zdeno Chára.
Sam chodil na střední školu ve městě Providence, byl členem orchestru, hrál na speciálně odlehčený buben.
Samovi rodiče, oba lékaři, založili v roce 1999 neziskovou organizaci The Progeria Research Foundation, která se zabývá výzkumem progerie.

## Ve filmu
V roce 2013 byl o Samovi a výzkumu progerie natočen dokument HBO Život podle Sama (Life According to Sam). Téhož roku promluvil o své nemoci a přístupu k životu na konferenci TED. Jeho přednášku s názvem Moje filozofie pro šťastný život (My philosophy for a happy life) od té doby na internetu vidělo přes 49 milionů lidí.